# Oléyl-(acyl-carrier-protein) hydrolase
L'oléyl-[acyl-carrier-protein] hydrolase, ou oléyl-ACP hydrolase, est une thioestérase qui catalyse la réaction :
Oléyl-ACP + H2O  {\displaystyle \rightleftharpoons }  ACP + oléate,
et agit plus généralement sur les acides gras entre 12 et 18 atomes de carbone, bien que, in vitro, l'acide oléique soit le substrat pour lequel l'hydrolyse est la plus rapide :
Acyl-ACP + H2O  {\displaystyle \rightleftharpoons }  ACP + acide gras.
Cette enzymes intervient avec le complexe acide gras synthase dans la biosynthèse des acides gras.